# Miconia toroi
Miconia toroi är en tvåhjärtbladig växtart som beskrevs av Henry Allan Gleason. Miconia toroi ingår i släktet Miconia och familjen Melastomataceae. Inga underarter finns listade i Catalogue of Life.